# Teracotona clara
Teracotona clara là một loài bướm đêm thuộc phân họ Arctiinae, họ Erebidae.